# Sipanea stahelii
Sipanea stahelii är en måreväxtart som beskrevs av Cornelis Eliza Bertus Bremekamp. Sipanea stahelii ingår i släktet Sipanea och familjen måreväxter. Inga underarter finns listade i Catalogue of Life.